# ジェラール・ローモン

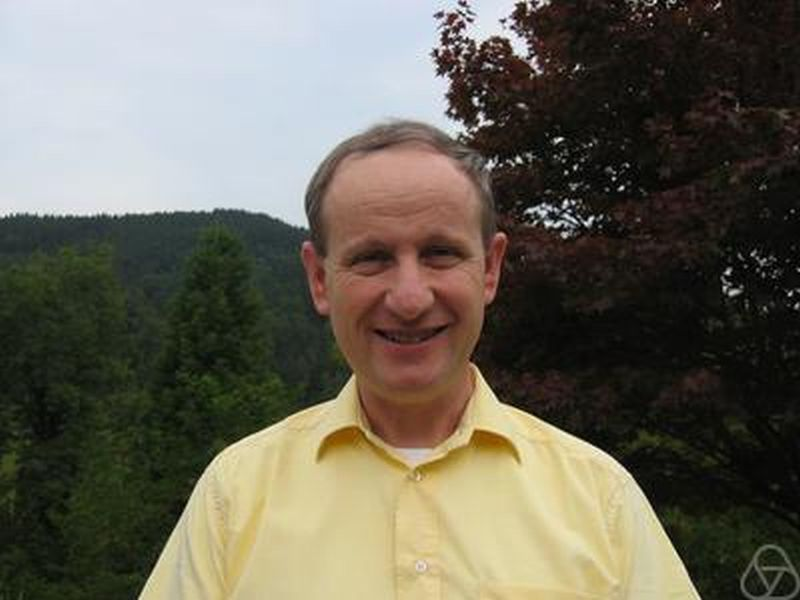
ジェラール・ローモン

ジェラール・ローモン (Gérard Laumon, 1952年5月7日 - )はフランスの数学者。パリ第XI大学(パリ南大学)教授。専門は数論、代数幾何学、保型表現論。

## 略歴
- 1952年 - フランスのリヨンに生まれる
- 1972年 - エコール・ノルマル・シュペリウールユルム校卒業
- 1983年 - パリ南大学リュック・イリュージーのもとで学位を取得。
- 1994年 - ローラン・ラフォルグを指導。
- 2004年 - フランス学士院科学アカデミー会員に選出される。

## 業績
業績として{\displaystyle l}-進層におけるフーリエ変換。{\displaystyle l}-進フーリエ変換を用いて、ヴェイユ予想の別証明を示した。
多項式の複素巾をエタール層の理論として研究した。
幾何的ラングランズ対応の構成の高次元化における貢献。局所ラングランズ予想の部分的証明。関数体上の大域ラングランズ対応への貢献。ユニタリ群に関するラングランズ基本補題の証明。有限体上の代数多様体に対してもある種のモース理論を展開した。

## 外部
- Gérard Laumon